# NGC 6487
NGC 6487 (również PGC 61039 lub UGC 11022) – galaktyka eliptyczna (E), znajdująca się w gwiazdozbiorze Herkulesa. Odkrył ją Édouard Jean-Marie Stephan 28 lipca 1880 roku.